# إيما دوماس
اسمها الحقيقي مانويل دوماس فهي مغنية وكاتبة أغاني وكاتبة فرنسية ، ولدت في 23 نوفمبر 1983 في أفنيون .